# Nowickia strobelii
Nowickia strobelii är en tvåvingeart som först beskrevs av Camillo Rondani 1865.  Nowickia strobelii ingår i släktet Nowickia och familjen parasitflugor. Inga underarter finns listade i Catalogue of Life.